# Szybki tramwaj w Bergen
Tramwaje w Bergen (norw. Bybanen i Bergen) – system tramwajowy działający w norweskim mieście Bergen.

## Historia
Pierwsze tramwaje na ulice Bergen wyjechały w 1897 r. Rozbudowa systemu trwała do 1915, kiedy to wybudowano czwartą linię. W 1950 rozpoczęto likwidację sieci tramwajowej, a zakończono ją w 1965 r. Po likwidacji w 1970 roku zaproponowano budowę sieci szybkiej kolei. Planów tych nie zrealizowano ze względu na wysokie koszty.
Tramwaje do Bergen powróciły za sprawą uruchomienia w 1993 roku w dzielnicy Møhlenpris 300 m linii turystycznej mającej na celu promowanie tego środka transportu. Pierwsze propozycje budowy lekkiej kolei padły w 1995 roku. Jednak dopiero w 2002 roku zadecydowano o budowie tramwaju, a finansowanie budowy zapewniono w 2005 r. Budowa linii ruszyła pod koniec 2007 roku. 22 czerwca 2010 roku otwarto pierwszy odcinek linii tramwajowej liczący 9,8 km (łączący Bergen z Nesttun). Do 2017 roku z opcją przedłużenia o kolejne dwa lata, operatorem linii jest konsorcjum firm Fjord1 Nordvestlandske i Keolis. Po zakończeniu budowy pierwszego odcinka rozpoczęto prace nad drugim z Nesttun do Lagunen z pięcioma przystankami na trasie. Odcinek ten został ukończony w 2013. Trzeci etap obejmujący trasę z Lagunen do lotniska Bergen oraz docelową zajezdnię został ukończony w 2017 r.

## Linia
Na linii o długości 13,4 km, która łączy Bergen z Lagunen, znajduje się 20 przystanków, jeden most oraz sześć tuneli. W godzinach szczytu tramwaje kursują co 6 minut (7:00-9:20, 13:30-18:00), a poza nimi co 7 (9:30-13:30), 10 (6:00-7:00, 18:00-23:00) lub 15 minut (23:00-0:40). Przejazd całą linią zajmuje 32 minuty. W przyszłości w godzinach szczytu część tramwajów ma kursować w trybie przyspieszonym, zatrzymując się tylko na niektórych przystankach.

## Zajezdnia
W ramach pierwszego etapu inwestycji na terenach byłych warsztatów kolejowych przewoźnika NSB powstała tymczasowa zajezdnia tramwajowa. Na terenie zajezdni wybudowano dwie hale: pierwsza jest dwutorowa i służy do napraw taboru, druga ma trzy tory odstawcze. Łącznie na terenie zajezdni może zmieścić się 16 tramwajów o długości 40 m. Docelowa zajezdnia ma powstać w ramach trzeciego etapu inwestycji, w pobliżu lotniska.

## Tabor
Do obsługi trasy szybkiego tramwaju zamówiono 18 dwukierunkowych tramwajów Variobahn produkcji Stadler Pankow. Tramwaje są pięcioczłonowe o długości 32,18 m i szerokości 2,65 m. Mogą zabrać 212 pasażerów w tym 84 na miejscach siedzących. Istnieje możliwość wydłużenia ich o dwa człony do 42 m.